# Borja Fernández
Francisco de Borja Fernández Fernández (* 14. Januar 1981 in Ourense) ist ein spanischer ehemaliger Fußballspieler.

## Spielerkarriere
Der gebürtige Galicier Borja Fernández durchlief alle Kategorien der Jugend von Real Madrid. So spielte er für das C-Team in der Tercera División (2000/01), für das B-Team in der Segunda División B (2001–2003) und später sogar für die erste Mannschaft (2003–2006). Für die „Königlichen“ lief Borja in der Saison 2003/04 viermal in der Champions League auf. Für die Saison 2005/06 war er an Erstliga-Konkurrenten RCD Mallorca ausgeliehen, wo er jedoch, ebenso wie in Madrid, keinen Stammplatz erreichen konnte.
Aus diesem Grunde zog es den Mittelfeldmann zum Zweitligisten Real Valladolid, wo er sich einen Stammplatz sichern konnte und mit ihm 2006/07 den Aufstieg in die erste Liga gelang. Nach vier Jahren verließ er Valladolid, das gerade in die zweite Liga abgestiegen war, und schloss sich dem Erstligisten FC Getafe an.
In der folgenden Saison wechselte er zum Zweitligisten Deportivo La Coruña. Mit diesem gelang ihm der Aufstieg in die Primera División. Anschließend kehrte er zurück nach Getafe. Nach 2 Jahren in der spanischen ersten Liga, wechselte Borja in die neugegründete Indian Super League zu Atlético de Kolkata, wo er auf Anhieb mit dem Team den Meistertitel sichern konnte.
Nach der Saison kehrte er nach Spanien zurück und unterschrieb einen Vertrag beim SD Eibar.
Am 29. Mai 2019 wurde er wegen des Verdachts er habe Fußballspiele der spanischen Profiligen manipuliert, verhaftet.

## Erfolge
- 2006/07 – Aufstieg in die Primera División mit Real Valladolid
- 2014 – Meister in der Indian Super League